# Colossus (band)
Colossus is een Amerikaanse metalcoreband afkomstig uit Sioux Falls, South Dakota. De band begon met het maken van muziek in 2010 en staat onder contract bij Facedown Records. Hier brachten ze op 11 juni 2013 hun debuutalbum Time & Eternal uit. Dit album werd geproduceerd door Josh Barber.
Op 16 september 2014 bracht de band haar tweede, eveneens door Barber geproduceerde, album uit. De titel Badlands is geïnspireerd door het landschap van hun thuisstaat South Dakota.
In 2015 maakte Jim Hughes bekend dat hij aan de slag ging als bassist bij For Today. Hierna zette de band haar activiteiten op een lager pitje en zij geven jaarlijks nog enkele concerten.

## Bezetting
Huidige leden
- Alex Gutzmer — leidende vocalen (2010-heden)
- Jim Hughes — gitaar, achtergrondvocalen (2010-heden)
- Zach Moll — bas (2010-heden)
- Israel Wipf — drums (2010-heden)

Voormalige leden
- Cameron Brooks — gitaar (2010-2013)

## Discografie
Studioalbums
- 2013: - Time & Eternal
- 2014: - Badlands